# Aylacostoma stigmaticum
Aylacostoma stigmaticum е вид коремоного от семейство Thiaridae. Видът е вече изчезнал от дивата природа.

## Разпространение
Видът е бил разпространен в Аржентина и Парагвай, но след построяването на язовир на река Парана, нито една популация не оцелява.